# Iasos

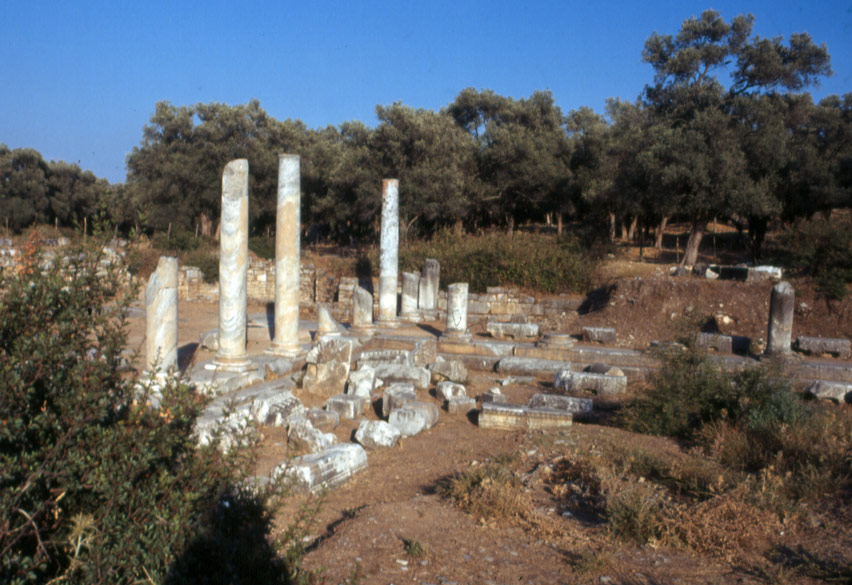
Iasos, angolo sud-orientale del porticato dell’agorà (II secolo d.C.)

Iasos (in greco antico: Iασoς o Iασσoς?) è un'antica città greca, e quindi romana e bizantina, sulla costa dell'Asia Minore, in Caria.
Si trova sull'odierno golfo di Güllük (in turco Güllük Körfezi; in antico noto come golfo di Iasos, o sinus iassicus) presso l'attuale villaggio di Kıyıkışlacık nel distretto di Milas della Provincia di Muğla in Turchia e dista circa 31 km da Milas.

## Storia

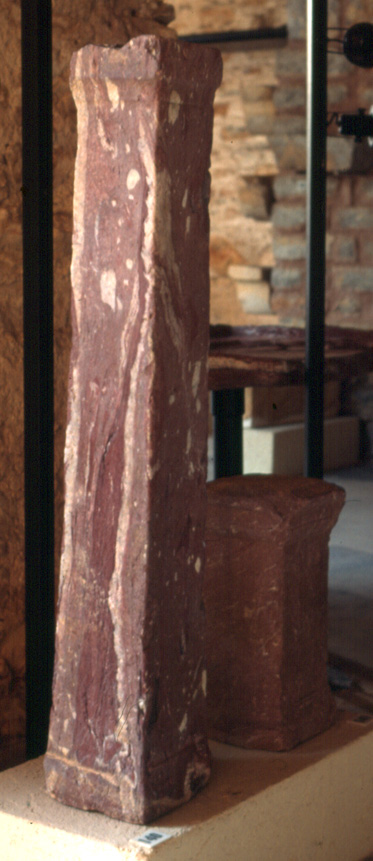
Elementi in locale marmo iassense (cipollino rosso)

Secondo la tradizione sarebbe stata fondata come colonia di Argo e avrebbe ottenuto in seguito l'aiuto di Mileto, che vi avrebbe inviato Neleo, figlio del proprio fondatore, per contrastare la resistenza delle popolazioni locali.
Gli scavi testimoniano la presenza di un abitato preellenico con stretti contatti con la Creta minoica (Bronzo medio) proseguiti anche in epoca micenea (Bronzo tardo). Come altri insediamenti dell'area subì la crisi di passaggio dal Bronzo tardo alla prima Età del ferro. A partire dalla piena Età Geometrica (VIII secolo a.C.) si assiste a una nuova fase urbana, forse limitata alle pendici dell'acropoli, che vede abitate le alture dell’isola/penisola, mentre l’area adiacente alla terraferma viene occupata da una delle necropoli. Una nuova espansione della città si ebbe nel VI secolo a.C.
Fece parte della Lega delio-attica, Nel 412 a.C. fu conquistata dalla flotta spartana nell'ambito della guerra del Peloponneso e lasciata in potere del satrapo persiano Tissaferne. Assai dubbia è la sua distruzione nel 405 a.C. da parte del generale spartano Lisandro, di cui mancano dati archeologici: l'evento è stato riferito a Iasos sulla base di una correzione del testo dei manoscritti.  Dopo la pace di Antalcida ricadde nei possedimenti persiani, nella satrapia di Caria, allora retta dalla dinastia locale di cui fu capostipite Ecatomno, tuttavia mantenendo l'autonomia cittadina. Con Alessandro Magno fu sottoposta all'autorità dei Macedoni. La tradizione ricorda che due fratelli, cittadini di Iasos, furono influenti alla 'corte' del re, ottenendo anche benefici per la città.
Nel 129 a.C. insieme al resto della regione entrò a far parte della provincia romana d'Asia. La città ebbe fasi di accentuate trasformazioni urbanistiche nel II secolo e nel VI secolo, anche in relazione allo sfruttamento delle vicine cave di marmo iassense (o "cipollino rosso"), particolarmente utilizzato in epoca bizantina. Fu sede episcopale e ne furono rafforzate le difese ancora nel XII-XIII secolo.
In epoca moderna fu visitata e descritta dai viaggiatori alla fine del XVIII secolo. e al principio del successivo: particolarmente importante la descrizione e i rilievi di Charles Texier (1849). Alla fine del XIX secolo le mura furono in larga parte smantellate, così come la cavea del teatro, per riutilizzarne i blocchi in nuove costruzioni di Istanbul. Ulteriori esplorazioni furono svolte da archeologi italiani intorno al 1920.
Dal 1960, con Doro Levi, direttore della Scuola archeologica italiana di Atene, è stata oggetto di scavi sistematici da parte di una missione archeologica italiana. La missione Archeologica Italiana a Iasos in seguito è stata diretta da Clelia Laviosa (dal 1977 al 1979), da Fede Berti (dal 1980 al 2010) e da Marcello Spanu (dal 2011 al 2013). Attualmente le ricerche sono state prese in carico dalle autorità turche.

## Descrizione
La città sorgeva su un'isola/penisola rocciosa ed elevata, oggi collegata alla costa da un istmo. Il porto principale era situato su una baia sul lato occidentale, con moli sui quali sorse una torre di difesa bizantina del X-XI secolo.
Si conosce il tracciato e si conservano brevi tratti della cinta muraria tardo classica che circondava tutta l'isola/penisola. Si conserva invece quasi interamente una lunga fortificazione di età ellenistica, con torri e apprestamenti per le artiglierie, edificata sulle colline a nord dalla città.
Il teatro costruito nel III secolo a.C. sulle pendici nord-orientali dell'acropoli e restaurato nel II secolo a.C., come testimonia un'iscrizione, è stato in parte smantellato in epoca ottomana. .

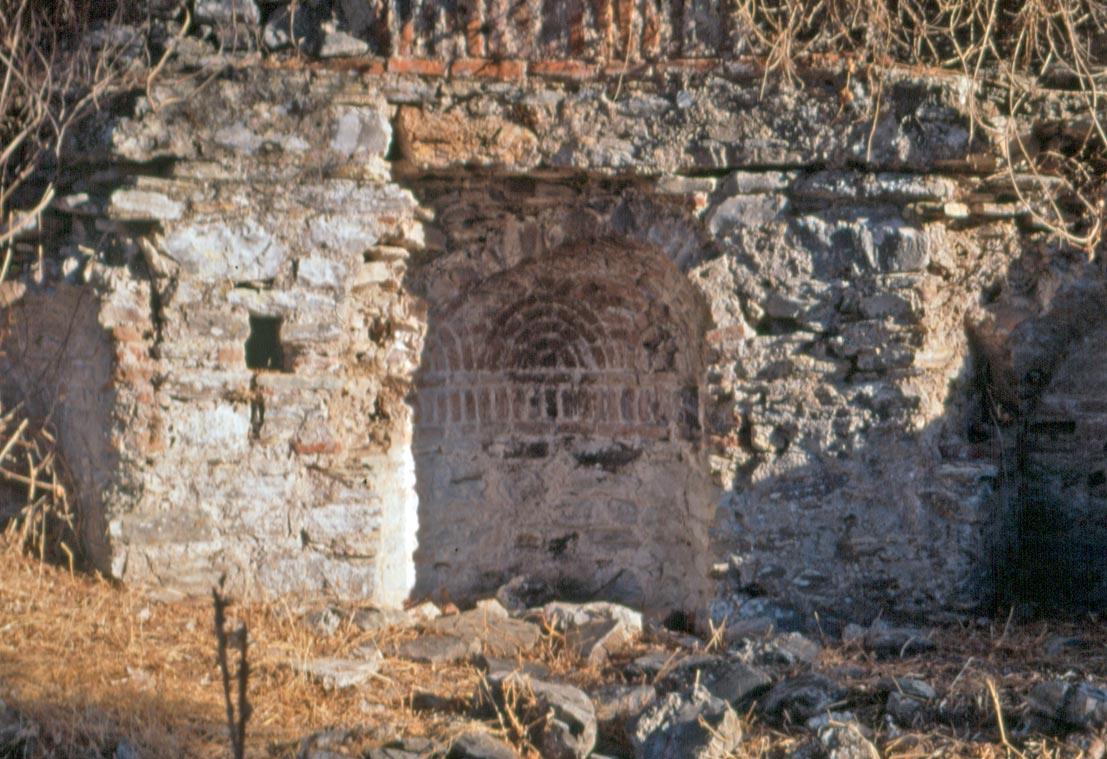
Resti di edificio sulle pendici orientali della penisola

 Sulla sommità dell'acropoli, in seguito occupata da una fortezza-palazzo di XI-XII secolo, rimangono i resti di una basilica cristiana a tre navate, mosaici pavimentali, nartece e atrio, la cui navata centrale fu profondamente modificata in età medio-bizantina. Nella zona circostante numerose erano le sepolture. .
Sulle pendici nord-orientali e meridionali, con una pendenza più dolce, sono stati scavati alcuni edifici residenziali, tra cui la cosiddetta "casa dei mosaici", del II secolo d.C.. Nei pressi, sopra uno dei vicini terrazzamenti, sorse in periodo arcaico il santuario di Demetra e Kore.
Nel quartiere alle spalle della porta orientale della cinta difensiva di età ellenistica si trovava il santuario dedicato a Zeus Megistos. Vi sono stati rinvenuti due naiskoi con alcune statue e materiali votivi che vanno dal VI al I secolo a.C. e uno dei numerosi ginnasi ellenistici della città.
Sotto le più ripide pendici occidentali si trovava una fascia pianeggiante presso la baia utilizzata come porto. Non si sa dove sorgesse il santuario di Artemide Astias, noto dalle fonti e in origine santuario a cielo aperto (ipetro). Vi si onorava la statua della divinità realizzata -come riporta la tradizione - da famosi scultori  di scuola chiota (Boupalos e Athenis). Sono stati rinvenuti i resti di un edificio di epoca commodiana, con portici e tre esedre di culto, una delle quali, preesistente, era dedicata ad Afrodite Strateia. Al centro di un'area porticata a Sud dell'agorà si è rinvenuto un sacello forse dedicato al culto imperiale..

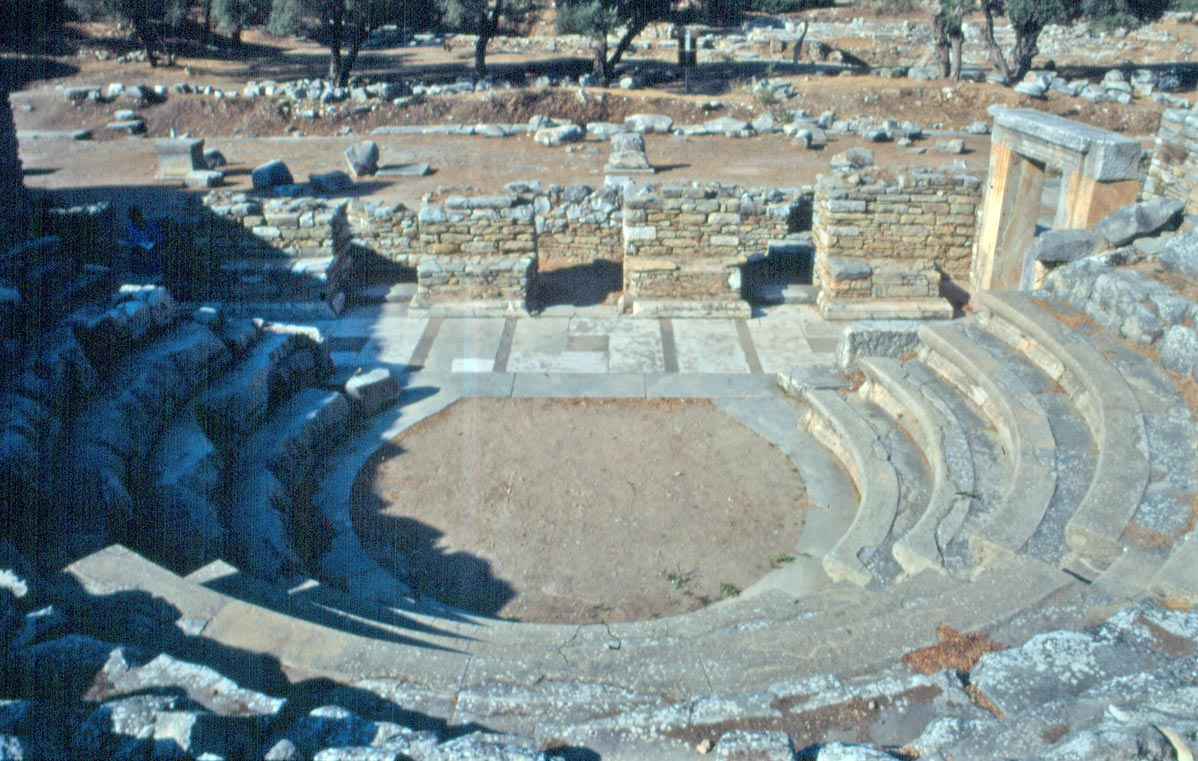
Il bouleuterion sul lato est dell'agorà

L’area pianeggiante vicino all’istmo era occupata dall'agorà. i resti conservati si sovrappongono a un impianto preesistente di età ellenistica: dopo un primo intervento in età augustea i lavori di ampliamento ripresero nel 136-138 d.C., venendo poi interrotti a causa forse di un terremoto, che colpì la Caria nel 140 d.C.. L'agorà (107 m x 87 m) presentava portici doppi (con fila di pilastri centrale) sui lati nord e sud, e un portico singolo sui lati ovest ed est. Sul lato principale, quello orientale, era collocata l'iscrizione di dedica. Sul lato meridionale si apriva il bouleuterion con cavea di 12 gradini e frontescena a due ordini. Sul medesimo colonnato e su quello orientale si affacciavano anche locali che ospitavano alcune delle numerose attività connesse alla gestione della polis.

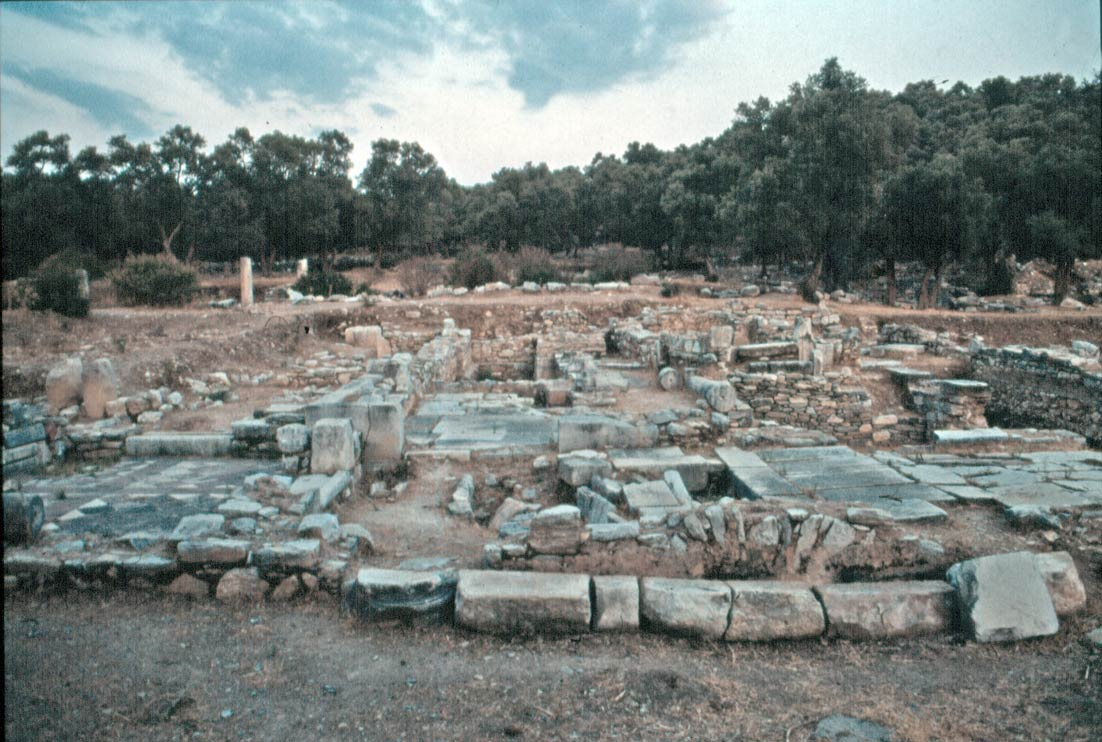
Resti della basilica cristiana di VI secolo al centro dell'agorà di Iasos

L'area centrale dell'agorà era occupata, in periodo ellenistico e imperiale, da numerosi monumenti votivi. Nel VI secolo fu eretta una basilica a tre navate, con pavimenti marmorei e a mosaico, nartece, annessi e abside poligonale. In periodo medio bizantino, sulle rovine di questo grande edificio di culto (più precisamente nella parte orientale della navata centrale con l’abside) si costruì una cappella di dimensioni ridotte. mentre tutt’intorno si infittivano le deposizioni nel sepolcreto, non riportato completamente alla luce, con alcune centinaia di inumati.